# Hyperoliidae
Hyperoliidae é uma família de anfíbios da ordem Anura. Os membros desta família podem ser encontrados na África, Madagascar e nas Seychelles.

## Taxonomia
Tradicionalmente a família estava dividida em até quatro subfamílias Hyperoliinae, Kassininae , Leptopelinae e Tachycneminae. Estudos moleculares demonstraram que a Leptopelinae estava mais relacionada com a família Arthroleptidae, e que as três subfamílias restantes formavam clados parafiléticos.
Os seguintes gêneros são reconhecidos:
- Acanthixalus Laurent, 1944
- Afrixalus Laurent, 1944
- Alexteroon Perret, 1988
- Arlequinus Perret, 1988
- Callixalus Laurent, 1950
- Chlorolius Perret, 1988
- Chrysobatrachus Laurent, 1951
- Cryptothylax Laurent & Combaz, 1950
- Heterixalus Laurent, 1944
- Hyperolius Rapp, 1842
- Kassina Girard, 1853
- Kassinula Laurent, 1940
- Morerella Rödel, Kosuch, Grafe, Boistel & Veith, 2009
- Opisthothylax Perret, 1966
- Paracassina Peracca, 1907
- Phlyctimantis Laurent & Combaz, 1950
- Semnodactylus Hoffman, 1939
- Tachycnemis Fitzinger, 1843